# Hagen Kluck
Hagen Kluck (* 18. Oktober 1943 in Kolmar) ist ein deutscher Journalist und Politiker der FDP/DVP.

## Leben und Karriere
Hagen Kluck besuchte die Schule in Bad Bramstedt (Holstein) und begann danach seine journalistische Ausbildung beim Fehmarnschen Tageblatt in Burg. Seinen Wehrdienst leistete er bei den Panzeraufklärern ab. Anschließend nahm er seine Tätigkeit als Redakteur beim Ostholsteiner Anzeiger in Eutin auf, danach beim Reutlinger General-Anzeiger, bei den Stuttgarter Nachrichten und beim Alb-Boten in Münsingen auf. Von 1974 bis Oktober 2006 war Kluck Redakteur beim Schwäbischen Tagblatt in Tübingen. 
Hagen Kluck war amtierender Vorsitzender der FDP im Landkreis Reutlingen bis Juli 2013. Seit 1989 hat er ein Stadtratsmandat in Reutlingen inne. Im Ortschaftsrat Betzingen ist Kluck seit 2004. Von 1996 bis 2001 und erneut von 2006 bis 2011 war Hagen Kluck über ein Zweitmandat Mitglied des Landtags von Baden-Württemberg. Er war stellvertretender Fraktionsvorsitzender und Parlamentarischer Geschäftsführer der FDP/DVP-Landtagsfraktion. Bei der Landtagswahl 2011 verfehlte er den Wiedereinzug in den Landtag.
Am 23. Mai 2009 war Kluck Mitglied der 13. Bundesversammlung. 
Kluck ist verheiratet und hat vier Söhne.

## Funktionen und Mitgliedschaften
Kluck ist Mitglied im Verein für ein freies Schulwesen in Reutlingen, sowie der Arbeitsgemeinschaft für biologisch-dynamische Wirtschaftsweise. Des Weiteren ist er stellvertretender Vorsitzender des Fördervereins Ortskern Betzingen, sowie Mitglied des Medienrats der Landesanstalt für Kommunikation Baden-Württemberg.
Hagen Kluck ist heute als freier Journalist und selbstständiger Public-Relations-Berater in Reutlingen tätig.
Außerdem ist er Mitglied des Aufsichtsrats der Kommunalen Grundstücks- und Erschließungsgesellschaft Reutlingen mbH und Mitglied des Aufsichtsrats der Neuen BWS GmbH Reutlingen.